# 채채퐁 김치퐁
《채채퐁 김치퐁》은 2002년에 방영된 애니메이션이며 KBS와 코코 엔터프라이즈가 공동제작했다.

## 줄거리
지구에서 가장 건강하고 자연이 어우러진 마을인 싱싱랜드에 토치라는 소년이 할머니와 함께 둘이서 살고 있었다. 그러던 어느 날 싱싱랜드에 살고 있던 모든 생명체들이 폴루스 박사, 카론의 마법으로 인해 돌로 변하는 일이 발생했다. 토치는 커다란 돌탑 안에서 김치 모양의 크리스탈 볼인 "김치스탈"을 손에 넣었기 때문에 돌로 변하는 것을 피할 수 있었다.
토치는 싱싱랜드를 지나가던 마법사 미로를 만나게 된다. 토치는 자신의 살던 마을이 마장군들의 검은 저주에 걸렸다는 사실을 알게 되었는데 미로가 살던 마을도 마장군들의 검은 저주에 걸리게 된다. 미로는 김치스탈을 가진 사람만이 마을의 주인이 될 수 있다면서 자신이 갖고 있던 소환 도구인 "채채퐁"을 토치에게 준다.
토치와 미로가 갖고 있는 "채채퐁"은 김치스탈을 넣으면 김치퐁을 소환할 수 있는 신비한 마술 도구인데 김치스탈의 신비한 에너지로 능력을 업그레이드할 수 있다는 점이 특징이다. 업그레이드된 채채퐁은 보다 많은 수의 김치퐁을 소환할 수 있으며 그 수에 따라 파워가 증가한다.
토치와 미로는 대마왕의 힘을 이어받은 5명의 마장군들을 만나면서 숨겨져 있던 김치스탈을 얻으면서 김치퐁들을 동료로 얻게 된다. 정글, 해변, 도시, 극지, 죽음의 섬 등 5개의 대륙을 가로지르는 여행을 떠난 토치, 미로, 김치퐁 일행은 5명의 마장군들과 대마왕의 비밀을 하나씩 밝혀내면서 채채퐁의 파워를 얻게 된다.

## 등장인물
- 토치 - 주인공, 10세 소년
- 미로 - 10세 여자 마법사
- 바츄 - 배추김치 정령
- 뚜기 - 깍두기 정령
- 무무 - 무김치 정령
- 쵸쵸 - 고추김치 정령
- 파롱 - 파김치 정령
- 나나 / 샤이팡
- 촌장 / 리페 박사
- 클레이번
- 부라부
- 모랭롤랑
- 펀치리스
- 토치 할머니
- 카론
- 캡틴 몰리
- 대마왕 아시크니스 / 폴루스
- 딘버
- 라이롱 / 꼬랑깨비
- 두꺼붕가

## 목소리 출연
- 최덕희 - 토치
- 박은숙 - 미로
- 서광재 - 바츄
- 임은정 - 뚜기
- 이진화 - 무무
- 함수정 - 파롱
- 배정미 - 쵸쵸
- 홍영란 - 나나 / 샤이팡
- 설영범 - 촌장 / 리페 박사
- (故) 오세홍 - 클레이번
- 이종구 - 부라부
- 김정호 - 모랭롤랑
- 임성표 - 펀치리스
- 최옥희 - 토치 할머니
- 장승길 - 카론
- (故) 김관진 - 캡틴 몰리
- 장광 - 대마왕 아시크니스 / 폴루스
- 김민석 - 딘버
- 유해무 - 라이롱 / 꼬랑깨비
- (故) 박상일 - 두꺼붕가

## 방영 목록
| 회차       | 부제 (서브 타이틀)          | 방송 일자      |
| ---------- | --------------------------- | -------------- |
| 1화        | 모험을 떠나자               | 2002년 8월 9일 |
| 2화        | 어둠의 나무가 꽃필 때       | 8월 16일       |
| 3화        | 합체! 채채퐁                | 8월 23일       |
| 4화        | 등장! 두 번째 김치퐁!       | 8월 30일       |
| 5화        | 공포의 슈퍼골렘             | 9월 6일        |
| 6화        | 아르바이트 대작전           | 9월 13일       |
| 7화        | 데블 몬스터의 등장          | 9월 27일       |
| 8화        | 등대마을의 비밀             | 10월 4일       |
| 9화        | 열정의 김치 몬스터 무무!    | 10월 18일      |
| 10화       | 리폐폰을 찾아라             | 10월 25일      |
| 11화       | 대륙횡단 메일맨 딘버        | 11월 1일       |
| 12화       | 부라부의 습격               | 11월 15일      |
| 13화       | 모래열차를 움직여라         | 11월 22일      |
| 14화       | 4번째 김치퐁 쵸쵸를 찾아라  | 11월 29일      |
| 15화       | 카론의 성                   | 12월 6일       |
| 16화       | 샘물의 요정 아름이를 구하라 | 12월 13일      |
| 17화       | 불타는 산의 비밀            | 12월 20일      |
| 18화       | 차원의 피라미드             | 12월 27일      |
| 19화       | 피라미드의 시험             | 2003년 1월 3일 |
| 20화       | 마법연료 매직스톤           | 1월 10일       |
| 21화       | 빛의 탑                     | 1월 17일       |
| 22화       | 하린의 성                   | 1월 24일       |
| 23화       | 붉은 바다로 가자            | 2월 7일        |
| 24화       | 대마왕 아시크니스의 부활    | 2월 14일       |
| 25화       | 어둠의 성! 섀도우 캐슬      | 2월 21일       |
| 최종화(26) | 채채퐁 최종합체             | 2월 28일       |

## 수상 경력
- 제30회(2003년) 한국방송대상 애니메이션부문 작품상